# 刮掉鬍子的我與撿到的女高中生
《刮掉鬍子的我與撿到的女高中生》（簡稱「 Higehiro」）是醋青魚所創作的日本輕小說，由Boota負責插畫。本作由2017年3月8日起於網路小說平台KAKUYOMU上連載，文庫化前的原題爲《刮剩的鬍子，或者是女高中生的制服》（剃り残した髭、あるいは、女子高生の制服）。2018年2月，KADOKAWA旗下的角川Sneaker文庫發行本作的首本單行本。因1至3卷插畫作家Boota身體不適，第4卷插畫改由漫畫版作家足立一丸擔任。截至2023年6月，系列累積發行量超過300萬卷。
另外，由足立一丸擔任作畫的同名漫畫作品於2019年1月號至2025年3月號在《月刊少年Ace》上連載，而漫畫的首本單行本亦於2019年5月發售。2020年12月，發行系列首本小說短篇集《刮掉鬍子的我與撿到的女高中生 Each Stories》，其改篇漫畫亦由2021年3月起於「少年Ace plus」上連載，由繪畫。改編電視動畫由2021年4月5日至6月28日播放，共13集。

## 故事簡介
在資訊科技公司上班的吉田下定決心，向單戀五年的上司後藤愛依梨告白，卻被她狠狠甩掉了。在喝完悶酒回家的途中，他發現了一名蹲坐在路上的女高中生。女高中生對吉田說：「我會跟你做，所以給我住。」吉田在拒絕此提議後，卻感覺不能就此放著對方不管，故以負責家務為條件讓她借住。蹺家JK和26歲上班族的同居生活便開始了。

## 登場人物
吉田（聲：興津和幸）
26歲。在資訊科技公司上班。本來一個人獨居在公寓中，與沙優相遇後與她開始了奇妙的同居生活。個性溫柔、正直。在本作中受到多位女性的愛慕，但本人對此感覺很遲鈍。喜歡的女性類型是「年紀較自己大的巨乳」，喜歡上司後藤，在第一集中告白後被上司後藤拒絕，但心裡依然是喜歡後藤的。高中的時候是棒球隊隊員。初期對沙優是如兄如父般存在，在沙優色誘時的拒絕，是因為他並不是那種渴求發洩身體慾望的男子，也並不認為這樣是正確的行為，同時也自覺自己應該要擔任起開導沙優心靈層面的人物。雖然是個粗枝大葉的單身男子，對於沙優的保護感很強，絕對不會將她交給不信任的人，且認為自己有將沙優的錯誤思想及觀念導正的想法。但在經歷了沙優同居的點點滴滴，雖不忘拯救沙優矯正沙優的初衷，卻漸漸發現自己已無法單純把沙優視為「孩子」、「女高中生」，而是「女性」，同時已無法想像沒有沙優的日子，這是對後藤所沒有的情感，後期與沙優的情感距離愛情只隔一層紗，惟在千鈞一髮之際把持住自己，仍堅持沙優應該回家面對問題。外傳中拒絕了沙優的告白與上司後藤交往。
荻原沙優（聲：市之瀨加那）
17歲，身材和臉蛋都十分姣好的女高中生，上围达到F罩杯，就讀旭川高中二年級。由北海道跑到東京中心，一路以來都是由「獻身」來換取寄宿權。在吉田喝醉回家時相遇，其後更開始同居生活。偶爾捉弄和誘惑吉田，但誘惑方面都被吉田當面拒絕。在日久生情的情況下喜歡上吉田，會開始在意吉田的感受，擅長家庭料理與環境整理。雖然表面上看起來是再普通不過的高中生，但她內心的世界其實相當複雜，她常背負著超出自己所能承受的壓力，善於將自己的情緒隱藏起來，並時常以臉上帶著笑容帶過。在經過後藤的勸導之後，決定提起勇氣面對自己以前的過錯，並在後藤的懷裡大哭了一場以宣洩自己一直以來默默承受恐懼的情緒。曾有過幾次用性行為交換借宿的誇張偏差行為，也因此惹出不少後續的麻煩事，但是在遇到吉田之後才發現自己的行為多麼危險且愚蠢，並開始有自己的身體由自己保護的思想覺醒中，從而能對矢口說出「別怪我發火」。
在後期對吉田的情感已越發不可掩飾，會吃醋，會比較，會重視在吉田心中的地位，在面對三島的提醒，認知到有些事情再不做就來不及了，並思考什麼事情是想要去做與面對的。在夏日祭煙火結束後詢問吉田，為什麼要問我希望我留下，並在吉田堅持她仍然該回家面對問題，說出了隱晦的告白。
後藤愛依梨（聲：金元壽子）
吉田的上司，28歲，擁有傲人的上圍（I罩杯）。穩重又很會照顧人，在公司內也是備受仰慕。吉田暗戀了5年的對象。當初欺騙吉田說有交了5年的男友並拒絕他的告白，但在第二次邀吉田烤肉才坦承自己並沒有交往中的男友，也坦白承認自己非常喜歡吉田，時間點是從吉田進公司以來一直都在觀察他，算是日久生情，但此時被吉田拒絕接受，希望以後是由後藤考慮清楚之後，並發自真心真意告白時才會接納她。高中時有過翹家幾個月的經驗，在當時被初戀鈴木先生從流氓手中拯救，從此喜歡上對方，但為避免破壞鈴木先生的家庭，只能隱忍心中的愛意，並在初戀一開始就無果的狀態下回家，從此形成膽怯的潛意識，認為自己越想要的東西越不可得，認為自己再努力也沒有，越是愛對方越是會失去，從此成為神田口中那個防禦力很高的女性。在多方的觀察之後，確信吉田的家中有居住其他的女性，因此做為調查與吉田一起回吉田家中，從而確認沙優的存在，是第四位知道沙優與吉田同居的人物。與沙優一對一面談，在得知沙優的流浪事蹟後，從質問沙優想要趕走她轉變成鼓勵沙優面對現實，勸導沙優提起勇氣面對過去自己做出的事情，表示她與吉田都會支持沙優的勇氣，並告訴沙優有什麼新的煩惱對吉田說不出口的都可以跟她商量。
三島柚葉（聲：石原夏織）
吉田負責教育的新人OL。雖然經常出錯，但其燦爛的笑容總是能令她不被責罵。喜欢並暗戀著吉田，但是僅僅只是暗戀，並沒有將自己的心意說出口。
在公園內巧遇誤會吉田對女生有親密動作而離家出走的沙優，因此得知沙優寄宿在吉田家的事實，是第二位知道沙優與吉田同居的人物。
在看到吉田對其他女生展現溫柔時會偷偷吃悶醋，但吉田時常只覺得莫名其妙而沒有發現她的心意。
神田蒼
小說第三卷登場的角色，在動畫中只出現在吉田的畢業相冊中。27歲。吉田高中時代的前女友。與吉田分手後仍然喜歡吉田，甚至邀約吉田去賓館。
橋本（聲：小林裕介）
吉田的同事兼摯友，已婚，在吉田第一次告白被拒時，曾陪伴向後藤告白被打槍的吉田去居酒屋喝酒，喝到末班電車到站前才散會。私下很關心吉田的狀況，同時也是在故事中第一位知道沙優與吉田同居的人物。看似不過度涉入吉田與沙優之間的事，實則在幾次吉田對於沙優之事迷茫之時指點迷津。沙優的手機殼顏色就是出自橋本的建議。在第四卷沙優再次不見時(其實只是沙優想在最後一天陪吉田從公司一起回家)，幫助吉田一同早退，開車直奔吉田家，途中對吉田直指其內心「吉田正在為與沙優分開這件事本身而煩惱」，並說出與三島類似的話「真正重要的東西，要是不能自己注意到的話，可就要來不及了」。
結城麻美（聲：川井田夏海）
沙優打工的前輩。金髮且身材姣好的辣妹。與其浮華的外表相反，內心十分穩重。是個熱心的女生，很關心沙優的狀況，時常會給沙優加油打氣。因想知道沙優的家裡環境，基於好奇所以跟著沙優回到吉田家，是第三位知道沙優與吉田同居的人物。由於跟沙優年紀相近，時常可以觀察到吉田觀察不到沙優的地方，但也跟吉田一樣，會私下保護沙優不讓她做出傻事，是吉田可以信任的人之一。是個察言觀色的高手，拆穿吉田想欲蓋彌彰的謊言之後，曾告誡吉田沙優的心中有很多的問題還沒解決，但沙優都不願意當面承認，總是以微笑裝傻帶過，因此要吉田多加注意沙優的行為。其實個人非常討厭沙優遇到事情就強顏歡笑，且什麼事情都獨自默默承受並絕口不提的樣子。
遠藤（聲：河西健吾）
吉田的同事。曾代替吉田出差。
小池
吉田的同事。與遠藤交情很好。
小田切
吉田的上司。常拜託吉田陪同出差。
矢口恭彌（聲：逢坂良太）
沙優打工的前輩，也是沙優在茨城時的寄宿對象。是個利己主義者，凡事皆從己身為優先考量，是故事中反映現實中的人物。曾跟沙優有過性行為交換借宿的歷史，對沙優總是稱呼沙優當時告知予他的假名字"美雪"，是個滿腦子被下半身控制，只想單方面跟沙優進行性行為洩慾，不管沙優個人的意願與否的人。是個只想享受自己想要的人生而不管他人意願的自私現實人。在強行逼迫沙優欲與其性交的時候，被及時趕到家的吉田擊退，並要求其不准再來騷擾沙優。後來在超商員工休息室內被麻美甩了一巴掌並訓斥之後，老老實實跟沙優道歉，但道歉的點是沒有尊重沙優的意願就想強制性交她這點，但是覺得開口與沙優求歡這點毫無悔意，並認為何錯之有。在一颯找上沙優打工的超商時曾出手相助沙優躲避哥哥，看似幫助沙優，實則自稱討厭一颯這種成功人士，自以為可以任意操控他人人生，只是想阻擾對方而已。並告訴沙優，她哥哥是認真的，不達目的不罷休。
真坂結子（聲：石見舞菜香）
沙優還在就學時的第一個朋友，讓沙優從此體會到不孤獨的快樂，但也因此被悠月一夥借著霸凌她來霸凌沙優。結子認為是自己糟蹋了沙優的光彩。由於生前羨慕沙優的美貌，覺得沙優不僅長得很漂亮，笑起來的樣子更是可愛又迷人，因此受到男生的告白。而自己卻破壞了沙優的孤高，讓沙優喪失笑容，因而等沙優來到頂樓，說出「我一直在等妳來這裡」，並在說完對自己的自責與希望沙優重拾笑容後，即跳樓自殺。造成沙優及其一家飽受媒體、學校、檢警與社會大眾的施壓與懷疑，沙優從此不敢上學，沙優的母親情緒精神問題從此加重，也埋下沙優與母親衝突的最後一根稻草。是造成沙優離家出走的原因之一。
悠月
沙優還在就學時的同學。喜歡齋藤，因為沙優拒絕了齋藤的告白而惱羞成怒嫉恨沙優，從此不斷霸凌沙優與結子，在提出讓沙優成為其朋友被拒絕後變本加厲霸凌結子，導致沙優失去笑容與結子自殺。
齋藤
沙優還在就學時的同學。喜歡沙優。向沙優告白，被沙優以不懂愛情為由拒。
荻原一颯（聲：鳥海浩輔）
沙優的哥哥。荻原食品的社長。在家中相當照顧沙優，希望代替父母給予沙優愛，但沙優卻覺得哥哥的愛帶有憐憫。在沙優離家出走時，不僅沒有阻止，還給她30萬圓生活費，實則算好讓沙優出門散心，把錢花完後回家，但沙優還沒有辦法面對那個家，選擇丟棄手機，開始了後面的神待經歷。
沙優的父親
荻原食品的前董事長。與沙優的母親生下了一颯，但非常花心，爾後對沙優母親失去興趣，在其生下沙優時拋棄了沙優一家人。
沙優的母親（聲：柚木涼香）
荻原食品的前職員。確認懷了沙優後，不顧沙優父親的反對，堅持生下沙優，希冀沙優作為兩人愛情結晶來挽回自己的愛情。生下沙優後被丈夫拋棄，認為沙優是丈夫不愛自己的證明，從而討厭仇視沙優，直到第五卷被吉田斥責後才有所改善。

## 出版書籍

### 輕小說
| 卷數 | KADOKAWA     | KADOKAWA               | 台灣角川       | 台灣角川                                               |
| 卷數 | 發售日期     | ISBN                   | 發售日期       | ISBN/EAN                                               |
| ---- | ------------ | ---------------------- | -------------- | ------------------------------------------------------ |
| 1    | 2018年2月1日 | ISBN 978-4-04-106475-7 | 2019年6月24日  | ISBN 978-957-564-994-4                                 |
| 2    | 2018年6月1日 | ISBN 978-4-04-107084-0 | 2019年10月17日 | ISBN 978-957-743-299-5                                 |
| 3    | 2019年1月1日 | ISBN 978-4-04-107085-7 | 2020年2月24日  | ISBN 978-957-743-556-9                                 |
| 4    | 2020年8月1日 | ISBN 978-4-04-108260-7 | 2021年2月4日   | ISBN 978-986-524-202-2                                 |
| 5    | 2021年6月1日 | ISBN 978-4-04-108262-1 | 2022年2月10日  | ISBN 978-626-321-113-1 EAN 471-351-013-968-4（特裝版） |

有聲書版本由2020年1月起於Audible（亞馬遜公司旗下有聲書服務）開放下載，由大西沙織全篇朗讀。

#### 本篇以外
| 副標題       | KADOKAWA       | KADOKAWA               | 台灣角川       | 台灣角川               | 附註   |
| 副標題       | 發售日期       | ISBN                   | 發售日期       | ISBN                   | 附註   |
| ------------ | -------------- | ---------------------- | -------------- | ---------------------- | ------ |
| Each Stories | 2020年12月26日 | ISBN 978-4-04-108261-4 | 2021年6月9日   | ISBN 978-986-524-544-3 | 短篇集 |
|              | 2021年12月1日  | ISBN 978-4-04-111763-7 | 2022年11月23日 | ISBN 978-626-321-965-6 | 外傳   |
|              | 2022年4月28日  | ISBN 978-4-04-111764-4 | 2023年3月27日  | ISBN 978-626-352-355-5 | 外傳   |
|              | 2023年9月1日   | ISBN 978-4-04-112787-2 | 2024年4月24日  | ISBN 978-626-378-761-2 | 外傳   |

### 漫畫
| 卷數 | KADOKAWA       | KADOKAWA               | 台灣角川      | 台灣角川               |
| 卷數 | 發售日期       | ISBN                   | 發售日期      | ISBN                   |
| ---- | -------------- | ---------------------- | ------------- | ---------------------- |
| 1    | 2019年5月25日  | ISBN 978-4-04-108351-2 | 2020年4月23日 | ISBN 978-957-743-676-4 |
| 2    | 2019年10月26日 | ISBN 978-4-04-108857-9 | 2020年4月23日 | ISBN 978-957-743-677-1 |
| 3    | 2020年5月26日  | ISBN 978-4-04-109452-5 | 2021年2月4日  | ISBN 978-986-524-234-3 |
| 4    | 2020年11月26日 | ISBN 978-4-04-109453-2 | 2021年5月19日 | ISBN 978-986-524-404-0 |
| 5    | 2021年3月26日  | ISBN 978-4-04-111204-5 | 2021年9月13日 | ISBN 978-986-524-739-3 |
| 6    | 2021年8月26日  | ISBN 978-4-04-111707-1 | 2022年3月24日 | ISBN 978-626-321-268-8 |
| 7    | 2022年2月25日  | ISBN 978-4-04-111708-8 | 2022年12月8日 | ISBN 978-626-352-053-0 |
| 8    | 2022年7月26日  | ISBN 978-4-04-112721-6 | 2023年6月8日  | ISBN 978-626-352-612-9 |
| 9    | 2022年12月26日 | ISBN 978-4-04-113268-5 | 2024年1月11日 | ISBN 978-626-378-379-9 |
| 10   | 2023年6月26日  | ISBN 978-4-04-113828-1 | 2024年6月6日  | ISBN 978-626-400-100-7 |
| 11   | 2024年2月26日  | ISBN 978-4-04-114553-1 | 2025年1月9日  | ISBN 978-626-415-134-4 |
| 12   | 2024年10月25日 | ISBN 978-4-04-115179-2 | 2025年8月7日  | ISBN 978-626-435-174-4 |
| 13   | 2025年3月24日  | ISBN 978-4-04-115821-0 |               |                        |

Each Stories
| 卷數 | KADOKAWA      | KADOKAWA               | 台灣角川      | 台灣角川               |
| 卷數 | 發售日期      | ISBN                   | 發售日期      | ISBN                   |
| ---- | ------------- | ---------------------- | ------------- | ---------------------- |
| 1    | 2021年8月26日 | ISBN 978-4-04-111709-5 | 2024年6月13日 | ISBN 978-626-400-108-3 |
| 2    | 2022年2月25日 | ISBN 978-4-04-112197-9 | 2025年2月13日 | ISBN 978-626-415-310-2 |

## 迴響
截至2019年8月，本作銷售量超過35萬本。截至2020年1月，本作銷售量超過50萬本。截至2020年7月（發行第4卷前一個月），本作銷售量超過70萬本。截至2021年3月，本作銷售量超過150萬本。
此外，本作獲得以下獎項：
| 年份 | 獎項                   | 類別     | 對象                                 | 結果 |
| ---- | ---------------------- | -------- | ------------------------------------ | ---- |
| 2018 | 新作輕小說總選舉2018   | 不適用   | 小説《刮掉鬍子的我與撿到的女高中生》 | 4位  |
| 2018 | 這本輕小說真厲害！2019 | 文庫部門 | 小説《刮掉鬍子的我與撿到的女高中生》 | 4位  |
| 2019 | 店員最愛輕小說大賞2019 | 文庫部門 | 小説《刮掉鬍子的我與撿到的女高中生》 | 2位  |

## 電視動畫

### 宣傳、消息公佈
2019年12月26日，官方公佈本作動畫化計劃的消息。2020年7月27日，正式宣佈將獲改編為電視動畫，並公佈主要製作人員和動畫製作公司project No.9。10月1日，宣布改編電視動畫將於2021年播放，並公佈主要角色的聲優，以及一張視覺圖。11月27日，公開一條預告片，內容為男女主角在路口初次相遇的場景。2021年2月26日，宣佈動畫首播日期為4月5日，並公開新視覺圖、正式宣傳影片，以及播放電視台詳情。
2021年1月25日起，於Niconico頻道上播映官方網絡節目，主持人為聲演男女主角的興津和幸和市之瀨加那，節目後半的30分鐘直播部份僅限頻道會員觀看。第1集嘉賓為金元壽子。第2集於2月26日播映，嘉賓為石原夏織。第3集於3月26日播映，嘉賓為川井田夏海。4月動畫首播後，於同頻道改以網絡電台節目形式播出。
2021年3月6日，興津、市之瀨、金元、石原、小林裕介和川井田出席「KADOKAWA 輕小說EXPO 2020」網絡直播舞台活動。3月28日，興津、市之瀨和金元出席AnimeJapan 2021網絡直播舞台活動。4月5日動畫首播當天，於《讀賣新聞》晚報上刊登廣告。

### 製作人員
- 原作：醋青魚（角川Sneaker文庫）
- 人物原案：Boota
- 導演：上北學
- 系列構成：赤尾凸
- 人物設計：野口孝行
- 美術監督：葛琳
- 攝影監督：上條智也
- 音響監督：明田川仁
- 音響製作：Magic Capsule（日语：マジックカプセル）
- 音樂監督：菊谷知樹
- 音樂製作：波麗佳音
- 動畫製作：project No.9[58]

### 音樂
片頭曲〈愛意接龍〉（おもいでしりとり）
作詞、作曲：田淵智也（UNISON SQUARE GARDEN）；編曲：睦月周平；主唱：DIALOGUE+
第一集及第十三集作為片尾曲使用。
片尾曲〈Plastic Smile〉
作詞：磯谷佳江；作曲：三好啓太；編曲：佐藤純一；主唱：石原夏織
第一集及第十三集未使用。
另有36首配樂，配樂作曲及編曲是菊谷知樹，收錄於原聲音樂專輯，專輯名稱是。

### 各集列表
| 集數 | 日文標題 | 中文標題           | 劇本     | 分鏡            | 演出     | 作畫監督                                                                               | 總作畫監督                                          | 改編原作小說 | 首播日期 （2021年） |
| ---- | -------- | ------------------ | -------- | --------------- | -------- | -------------------------------------------------------------------------------------- | --------------------------------------------------- | ------------ | ------------------- |
| 1    |          | 電線杆下的女高中生 | 赤尾凸   | 上北學          | 守田藝成 | 佐藤勝行、正金寺直子 正木優太、垣内郁美                                                | 野口孝行                                            | 第一卷       | 4月5日              |
| 2    |          | 手機               | 赤尾凸   | 高橋雅之        | 久保太郎 | 内野明雄、水野隆宏 洪範錫                                                              | 野口孝行 佐藤勝行                                   | 第一卷       | 4月12日             |
| 3    |          | 共同生活           | 赤尾凸   | 藏本穗高        | 藏本穗高 | 垣内郁美、中村和代 村長由紀、青野厚司 前田義宏                                         | 野口孝行 大塚八愛                                   | 第一卷       | 4月19日             |
| 4    |          | 打工               | 金子祐介 | 齋藤德明        | 加藤顯   | 鐘文山                                                                                 | 野口孝行 佐藤勝行                                   | 第二卷       | 4月26日             |
| 5    |          | 現實               | 金子祐介 | 高橋雅之        | 小林彩   | 正木優太、西島圭祐 中村玲                                                              | 野口孝行 緒方浩美                                   | 第二卷       | 5月3日              |
| 6    |          | 星空               | 杉澤悟   |                 |          | 垣內郁美、正金寺直子 前田義宏                                                          | 野口孝行                                            | 第二卷       | 5月10日             |
| 7    |          | 戀慕               | 赤尾凸   | 北村淳一        | 久保太郎 | 内野明雄、水野隆宏 輿石曉、藤澤俊幸 STUDIO MASSKET                                     | 野口孝行 佐藤勝行 正金寺直子                        | 第三卷       | 5月17日             |
| 8    |          | 夏日祭典           | 赤尾凸   | 藏本穗高        | 藏本穗高 | 村長由紀、正木優太 早乙女啓、 高橋優志                                                 | 野口孝行 紙葉札 緒方浩美                            | 第三卷       | 5月24日             |
| 9    |          | 過去               | 杉澤悟   | 齋藤德明        | 加藤顯   | 鐘文山                                                                                 | 野口孝行 佐藤勝行 正金寺直子                        | 第四卷       | 5月31日             |
| 10   |          | 證明               | 金子祐介 | 高橋雅之 上北學 | 小林彩   | 茂木琢次、前澤弘美 中村和代、 宇佐美翔平、森出剛 入江充                                | 野口孝行 佐藤勝行 正金寺直子 緒方浩美 大塚八愛      | 第四卷       | 6月7日              |
| 11   |          | 覺悟               | 赤尾凸   | 大石康之        | 大石康之 | 早乙女啓、正木優太 水野隆宏、藤澤俊幸 河江陽向、今里佳子 宇佐美翔平、 清水勝祐、森出剛 | 野口孝行 佐藤勝行 正金寺直子 大塚八愛 渡邉奏 紙葉札 | 第五卷       | 6月14日             |
| 12   |          | 母親               | 赤尾凸   | 高橋雅之        | 守田藝成 | 手島勇人、南原孝衣子 茂木琢次、宇佐美翔平 、吳曉偉 尤倩、趙冠雄 鄭峰、關鵬 周佩明      | 野口孝行 佐藤勝行 正金寺直子 緒方浩美 大塚八愛      | 第五卷       | 6月21日             |
| 13   |          | 未來               | 赤尾凸   | 上北學          | 上北學   | 高橋優志、 日野貴史                                                                    | 野口孝行 佐藤勝行 正金寺直子 緒方浩美 大塚八愛      | 第五卷       | 6月28日             |

### 播放平台
日本深夜動畫：下文記載的日本国内播放時間使用日本標準時間（UTC+9）表示。因為部分時間标识會採用30小时制，因此請留意这类超过24:00的时间，其實際播放時間為翌日清晨。
| 播放日期              | 播放時間（UTC+9）    | 播放電視台 | 播放地區 | 備註                     |
| --------------------- | -------------------- | ---------- | -------- | ------------------------ |
| 2021年4月5日－6月28日 | 星期一 22:30 - 23:00 | AT-X       | 日本全國 | 衛星電視，有重播         |
| 2021年4月5日－6月28日 | 星期一 24:00 - 24:30 | TOKYO MX   | 東京都   |                          |
| 2021年4月5日－6月28日 | 星期一 24:00 - 24:30 | BS11       | 日本全國 | 衛星電視，「ANIME+」時段 |

| 播放地區                         | 網路播放平台 | 播放日期              | 播放時間（UTC+8） | 字幕語言                           | 備註   |
| -------------------------------- | --- | --------------------- | ----------------- | ---------------------------------- | ------ |
| 東盟、印度、孟加拉、尼泊爾、不丹 | Muse Asia YouTube頻道 | 2021年4月5日－6月28日 | 星期一 23:00      | 簡體中文、英文（分開上傳）         | [ 60 ] |
| 馬來西亞、汶萊                   | Muse Malaysia YouTube頻道 | 2021年4月5日－6月28日 | 星期一 23:00      | 簡體中文、馬來文、英文（分開上傳） | [ 61 ] |
| 香港、澳門                       | 木棉花香港YouTube頻道 | 2021年4月5日－6月28日 | 星期一 23:00      | 繁體中文                           | [ 62 ] |
| 台灣                             | 巴哈姆特動畫瘋、中華電信MOD、Hami Video、LiTV 線上影視 myVideo 影音隨看、遠傳friDay影音、中嘉bb寬頻.bbTV、KKTV LINE TV、Yahoo TV 一起看、CATCHPLAY | 2021年4月5日－6月28日 | 星期一 23:00      | 繁體中文                           | [ 63 ] |
| 香港、澳門、台灣                 | bilibili | 2021年4月5日－6月28日 | 星期一 23:00      | 簡體中文                           | [ 64 ] |
| 東南亞                           | bilibili | 2021年4月5日－6月28日 | 星期一 23:00      | 簡體中文、英文、泰文               | [ 65 ] |

### BD
| 卷數 | 發售日期      | 收錄集數       | 產品編號   |
| ---- | ------------- | -------------- | ---------- |
| 1    | 2021年6月9日  | 第1集－第3集   | BSTD-20461 |
| 2    | 2021年7月28日 | 第4集－第6集   | BSTD-20462 |
| 3    | 2021年8月11日 | 第7集－第9集   | BSTD-20463 |
| 4    | 2021年9月29日 | 第10集－第13集 | BSTD-20464 |

### 迴響
ABEMA於2021年4月公佈「初速排行榜」，公佈在其平台播映的4月首播動畫第1集觀看次數和留言數目排名。《刮掉鬍子的我與撿到的女高中生》的觀看次數排名第2，僅次於《持續狩獵史萊姆三百年，不知不覺就練到LV MAX》；留言數目排名第3，次於《佐賀偶像是傳奇》和《本田小狼與我》。
荻原沙優的無比例、260mm高的人偶將於2022年5月發售，廠商為Union Creative。

## 外部連結
- 原作連載網站（日語）
- 角川Sneaker文庫的介紹頁面（日語）
- 月刊少年Ace的介紹頁面（日語）
- 電視動畫《刮掉鬍子的我與撿到的女高中生》官方網站（日語）